# Eryphanis tristis
Eryphanis tristis är en fjärilsart som beskrevs av Otto Staudinger och Scahtz 1887. Eryphanis tristis ingår i släktet Eryphanis och familjen praktfjärilar. Inga underarter finns listade i Catalogue of Life.